# Vitória (Espírito Santo)
Pour les articles homonymes, voir Vitória.
 (janvier 2020).
Si vous disposez d'ouvrages ou d'articles de référence ou si vous connaissez des sites web de qualité traitant du thème abordé ici, merci de compléter l'article en donnant les références utiles à sa vérifiabilité et en les liant à la section « Notes et références ».
Vitória (/viˈtɔɾjɐ/) est une ville du Brésil, située dans l'État de l'Espírito Santo, dont elle est la capitale. C'est l'une des trois capitales d'un État brésilien situées dans une île (les deux autres étant Florianópolis et São Luís).

## Géographie
À l'origine, Vitória était située sur une île baignée par l'océan Atlantique, à proximité immédiate des côtes brésiliennes, dans une baie où se jettent plusieurs fleuves côtiers. L'extension actuelle de la ville se fait sur le continent. La superficie de l'île est de 89 km², celle de la ville est de 105 km². L'altitude moyenne est de 3 mètres.

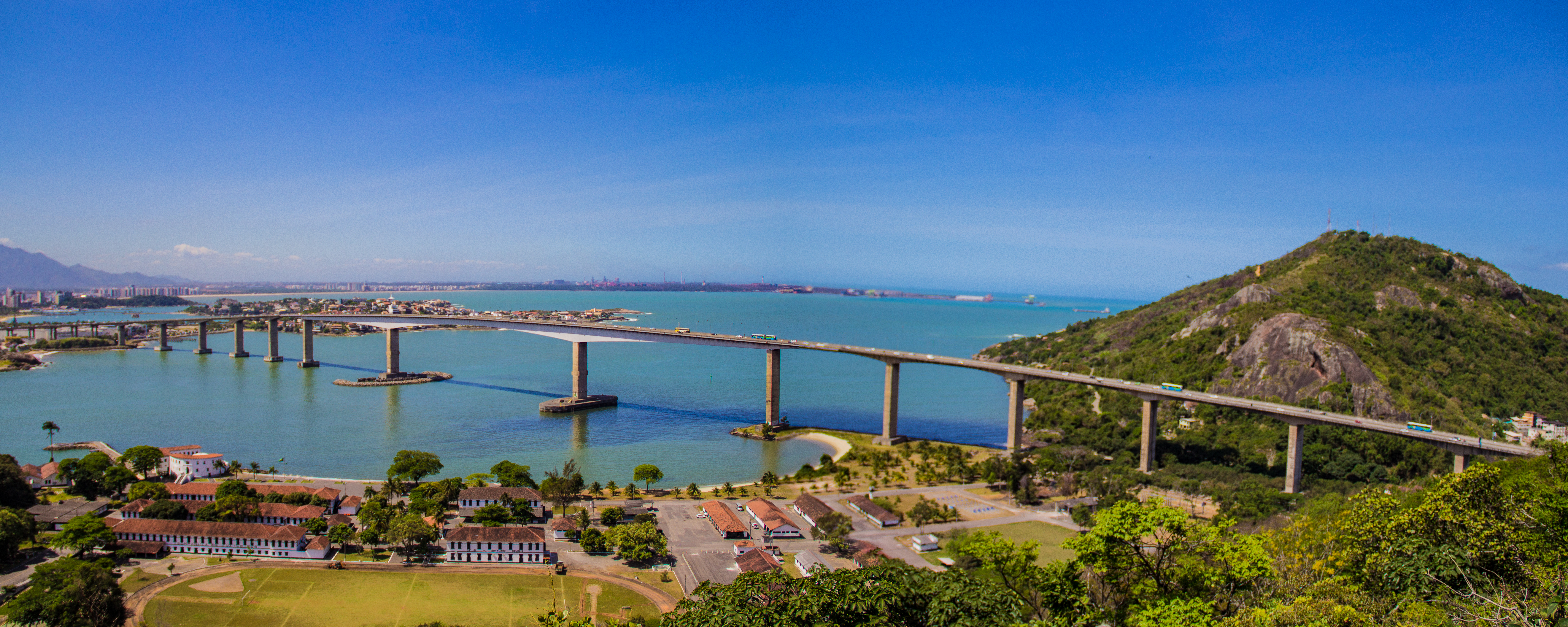
Le pont Terceira, reliant Vitória et Vila Velha.

## Histoire
La ville actuelle a été fondée en 1823, mais le premier établissement sur l'île fut créé en 1551 par les Portugais.

## Démographie
Vitória était peuplée, lors du recensement de 2021, de 369 534 habitants. L'agglomération urbaine, quant à elle, compte 1 880 828 habitants. D'autre part, la ville abrite de nombreux descendants d'Italiens.

## Climat
Avec un climat tropical, la température moyenne est de 23 °C et les précipitations sont plus prononcées entre les mois d'octobre et mars (ce qui correspond à l'été dans l'hémisphère sud).
Les records de température sont de 39,6 °C (max) et la minimale a été 9 °C.
| Mois                              | jan. | fév. | mars | avril | mai  | juin | jui. | août | sep. | oct. | nov. | déc. |
| --------------------------------- | ---- | ---- | ---- | ----- | ---- | ---- | ---- | ---- | ---- | ---- | ---- | ---- |
| Température minimale moyenne (°C) | 23,1 | 23,7 | 23,4 | 22,3  | 20,8 | 19,5 | 18,8 | 19,2 | 19,8 | 20,8 | 21,6 | 22,4 |
| Température maximale moyenne (°C) | 30,9 | 31,6 | 31,1 | 29,4  | 27,9 | 26,7 | 25,9 | 26,6 | 26,5 | 27,3 | 28,2 | 29,6 |
| Précipitations (mm)               | 143  | 82   | 111  | 89    | 81   | 65   | 78   | 55   | 78   | 127  | 170  | 195  |

## Divers
Une étude de l'Organisation des Nations unies[Laquelle ?], en 1998, a classé Vitória quatrième, parmi les capitales des États brésiliens, pour son niveau en matière de système de santé, d'éducation et de protection sociale.
Parmi les capitales du Brésil, Vitória possède le plus grand PIB par habitant[réf. nécessaire].

## Football
- Espírito Santo FC
- Rio Branco AC
- Vitória FC

## Personnalités liées
- Alison Cerutti, joueur de beach volley brésilien, double champion du monde et champion olympique.
- João Gomes Júnior, nageur brésilien, médaillé d'argent aux championnats du monde
- Esquiva Florentino, boxeur brésilien, médaille d'argent aux Jeux Olympiques de Londres 2012

## Jumelages
- Cascais (Portugal)
- Ōita (Japon)
- La Havane (Cuba)
- Mantoue (Italie)
- Darmstadt (Allemagne)
- Dunkerque (France)
- Zhuhai (Chine)
- Yantai (Chine)
- Vitoria-Gasteiz (Espagne)
- Miami (États-Unis)